# اغتيال هرانت دينك

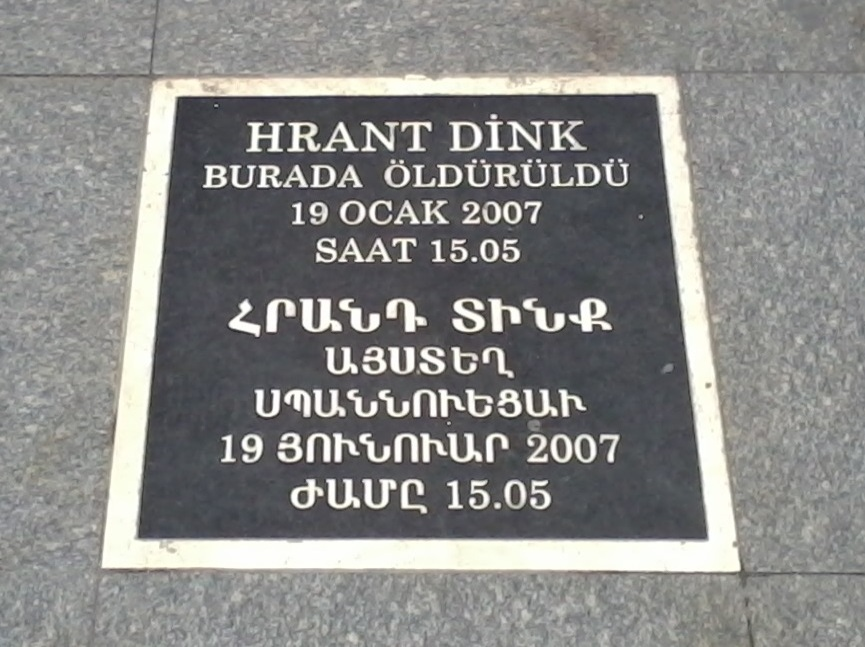
درع تذكاري لهرانت دينك

لقد وقع اغتيال الصحفي البارز الأرمني التركي هرانت دينك في إسطنبول في 19 يناير عام 2007م. كان دينك محررًا في إحدى الصحف، وقد كتب وتحدث عن الإبادة الجماعية للأرمن، وكان معروفًا بجهوده من أجل المصالحة بين الأتراك والأرمن ودفاعه عن حقوق الإنسان والأقليات في تركيا. وفي وقت وفاته، كان يُحاكم بتهمة انتهاك المادة 301 من قانون العقوبات التركي و«تشويه السمعة التركية». أثار مقتله احتجاجات وطنية ضخمة في تركيا نفسها، فضلًا عن غضب دولي واسع النطاق.

## تهديدات بالقتل
عانى دينك لفترة طويلة من تهديدات القوميين الأتراك المتطرفين لتصريحاته حول الهوية الأرمنية والإبادة الجماعية للأرمن. كما تلقى بانتظام رسائل بريد إلكتروني تهدد حياته، ويرد في إحدى الحالات بمقارنة نفسه بحمامة، «مهووس بنفس القدر بما يجري على يساري ويميني، وأمامي وخلفي. رأسي متحرك وسريع بنفس القدر».
في عمود أغوس الأخير في 10 يناير 2007، أشار دينك إلى أن الدعاية التي تستهدفه دفعت العديد من المواطنين الأتراك إلى اعتباره عدوًا لتركيا:
كما اشتكى من عدم مبالاة السلطات التركية بأمنه:
ومع شكواه، لم يطلب دينك الحماية رسميًا من السلطات لأنه لم يكن يريد أن يعيش حياة محمية. لقد أكد محاميه، إردال دوغان، هذا الشعور بدينك. قبل أسبوع من اغتياله، كتب دينك أنه شعر "بالتوتر والخوف" بسبب كثافة رسائل الكراهية التي كان يتلقاها: شعب هذا البلد لن يؤذي حمامة أبدًا".

## الاغتيال

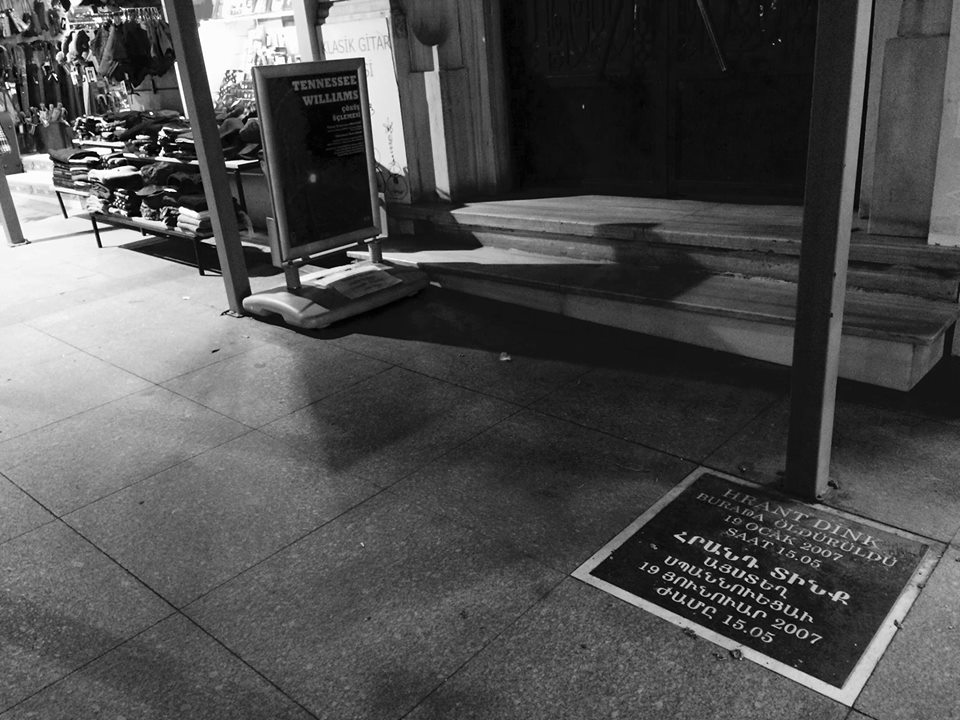
اغتيل هرانت دينك في إسطنبول حوالي الساعة 12:00 بتوقيت جرينتش يوم 19 يناير 2007، عندما عاد إلى مكاتب أغوس

اغتيل دينك في إسطنبول في حوالي الساعة 12:00 بتوقيت جرينتش يوم 19 يناير 2007 عندما عاد إلى مكاتب أغوس. ورد أن القاتل قدم نفسه على أنه طالب في جامعة أنقرة أراد مقابلة السيد دينك. عندما تم رفض طلبه، انتظر لبعض الوقت أمام بنك قريب. وبحسب شهود عيان، فقد أطلق رجل يبلغ من العمر 25 إلى 30 عامًا النار على دينك، وأطلق ثلاث رصاصات على رأس دينك من الخلف من مسافة قريبة قبل أن يفر من المكان سيرًا على الأقدام. ذكرت الشرطة أن القاتل كان بين 18 و19 عاما. احتُجز رجلان في الساعات الأولى من تحقيقات الشرطة، لكن أُطلق سراحهما فيما بعد. قال شاهد آخر وهو صاحب مطعم بالقرب من مكتب أغوس أن القاتل بدا وكأنه يبلغ 20 عامًا وكان يرتدي سروال جينز وقبعة وقد صرخ «لقد أطلقت النار على الكافر» عندما غادر المكان. أشار صديق دينك أورهان الكايا إلى أن أسلوب الاغتيال ذي الثلاث طلقات كان علامة مميزة لحزب الله الكردي. انهارت زوجة وابنة دينك عندما سمعتا الخبر، وتم نقلهما إلى المستشفى.

### القبض على مطلق النار المشتبه به
بعد يوم واحد من الاغتيال، أعلنت الشرطة التعرف على مطلق النار في لقطات فيديو تم جمعها من خلال شبكة المراقبة الإلكترونية MOBESE في إسطنبول (أكثر من 4,000 كاميرا في جميع أنحاء المدينة) وكاميرات الأمن المحلية. كما نشرت لاحقًا صورًا للجمهور بينما حثوا كل مواطن على المساعدة في التحقيق. في نفس المساء، خاطب حاكم إسطنبول معمر جولر الصحافة قائلًا إن لجان تحقيق خاصة تتابع ما يقرب من عشرين خيطًا وأن الشرطة تحلل عشرة آلاف مكالمة هاتفية تم إجراؤها من محيط مسرح الجريمة.[بحاجة لمصدر]
ذكرت وكالات الأنباء يوم السبت، الساعة 18:22 بتوقيت جرينتش، أنه تم التعرف على مطلق النار باسم «أوغون ساماست»، وهو مراهق من مواليد 1990 ومسجل كمقيم في طرابزون، نفس المدينة التي كان فيها القس الكاثوليكي أندريا سانتورو قبل عام من اغتيال دينك قُتل سانتورو برصاص مواطن يبلغ من العمر 16 عامًا، أمام كنيسة سانتا ماريا في طرابزون، وهي مركز تجمع قومي. في السنوات الأخيرة، أصبحت طرابزون مكان تجنيد مهم للحركة القومية المتطرفة. تعرف والد ساماست عليه من الصور المنشورة علنًا وأبلغ السلطات. تم اعتقال ستة أشخاص، بمن فيهم ياسين هايال، صديق ساماست، الذي شارك في تفجير مطعم ماكدونالدز في طرابزون في عام 2004، ونقلوا إلى إسطنبول.

## الجنازة
عقدت مراسم الجنازة دينك يوم 23 يناير عام 2007 في كنيسة سورب أسدوادزادزين البطريركي في حي كومكابي في إسطنبول. تطورت مراسم جنازة دينك إلى مظاهرة شارك فيها مائة ألف مواطن احتجاجًا على القتل.
حضر الخدمة أعضاء من الحكومة التركية وممثلون من الجالية الأرمنية بالإضافة إلى قادة دينيين. ومع عدم وجود علاقات دبلوماسية رسمية بين تركيا وأرمينيا في ذلك الوقت، فقد حضر الجنازة نائب وزير الخارجية الأرميني أرمان كراكوسيان بدعوة من وزير الخارجية التركي عبد الله غل. لم يكن رئيس الوزراء رجب طيب أردوغان حاضرًا في الجنازة، لأنه كان عليه حضور الافتتاح المقرر لنفق جبل بولو.
بعد خدمات الكنيسة، قام الجثمان بجولة أخيرة لآلاف المتظاهرين الذين ما زالوا يتجمعون في يني كابي، قبل التوجه إلى مقبرة باليكلي الأرمنية في حي زيتون بورنو بإسطنبول، حيث دفن جثمان دينك. وفي المقبرة ألقى القس كريكور أغابالوغلو (راعي الكنيسة الإنجيلية الأرمينية في جيديك باشا) والقس رينيه ليفونيان (ممثل المجلس الأرميني الإنجيلي العالمي) كلمات قصيرة باللغتين التركية والأرمنية.[بحاجة لمصدر]

أذهلت الجنازة وغيّرت أفكار بعض أرمن الشتات عن تركيا. على سبيل المثال، كتبت إيزابيل كورتيان، وهي من الأرمن المغتربين (الفرنسيين) المهمين الذين أتوا إلى تركيا لحضور جنازة هرانت دينك، مقالًا في صحيفة زمان التركية في 25 يناير 2007 جاء فيه أن «الأتراك الذين يحتضنون دينك أحدثوا فينا زلزالًا».

## التحقيق
ذكرت دائرة علم الجريمة في إسطنبول أنهم تمكنوا، من خلال القذائف الفارغة، من تحديد أن سلاح الاغتيال استخدم ذخيرة 7.65 ملم ولم يتم استخدامه في جريمة أخرى.
قال أحمد جوكجنار، المدعي العام في مدينة سامسون، لوكالة أنباء الأناضول، إن ساماست اعترف بقتل هرانت دينك. وبحسب هذا الخبر الأولي، قال ساماست إن القتل كان عملًا شخصيًا وليس له أي أجندة تنظيمية. أخبر عم ساماست، فائق ساماست، تلفزيون NTV الخاص أنه لا يعتقد أن ابن أخيه كان قادرًا على التنفيذ بمفرده - «لم يكن يعرف حتى طريقه في إسطنبول»، و«لقد تم استخدام هذا الطفل.» قال ساماست إنه قتل دينك بتهمة «إهانة الأتراك»، وأنه لا يندم على ذلك. وفقًا لتقارير إعلامية، فإن ساماست هو من ترك المدرسة الثانوية ومدمن محتمل على المخدرات. ذكرت تقارير إخبارية لاحقة أن ساماست لم يكن لديه أي فكرة عن أهمية تصرفه حتى شاهد التغطية التلفزيونية، وأنه أنهى اعترافه الكتابي بالتعبير عن الندم.
تم اعتقال ثلاثة أشخاص فيما يتعلق بجريمة القتل يوم القتل. ومع ذلك، يُشتبه حاليًا في قيام حركات مرتبطة بالحركة القومية المتطرفة بتنفيذ جريمة القتل، لا سيما بعد اعتقال ياسين حيال، وهو ناشط قضى 11 شهرًا في السجن لمشاركته في تفجير ماكدونالدز في طرابزون في عام 2004، وإرهان تونسيل، وهو طالب جامعة كارادينيز التقنية، الذي كان مقربًا من منظمة ألبرين، منظمة الشباب الفاشية الجديدة المرتبطة بالحزب القومي المتطرف والإسلاموي حزب الاتحاد الكبير، الذي أسسه أعضاء سابقون في حزب الحركة القومية. اعترف ياسين هايال بإخبار ساماست بقتل دينك وتزويده بسلاح القتل، بينما اتهم إرهان تونسيل بكونه المحرض الرئيسي على القتل، وزُعم أنه وجه كلًا من ساماست وهايال. نفى حزب الاتحاد الكبير أي تورط في عملية الاغتيال. وصف اليمين التركي المتطرف هرانت دينك بأنه «خائن»، وقد تلقى ما يصل إلى 2,600 تهديد بالقتل من دوائر قومية متطرفة. وفقًا للشائعات التي أوردتها الصحف التركية في أواخر يناير 2007، كان إرهان تونسيل في الواقع مخبرًا لشرطة طرابزون. كما أشارت الشائعات إلى أنه حذر مكتب شرطة طرابزون قبل القتل، لكن تم تجاهل التحذيرات.
أدت التحقيقات المتعلقة بشبكة أرغينيكون القومية السرية إلى شكوك بشأن تورط أرغينيكون في اغتيال دينك. يحتوي المجلد 441 من مرفق لائحة اتهام أرغينيكون على أدلة على استهداف أسرة دينك بأكملها. يُزعم أن الكولونيل فرحات أوزصوي ضغط على رئيس الرقيب مراد شاهان لتنفيذ عملية الاغتيال، وعرض عليه 300 ألف ليرة كمكافأة. قاوم شاهان، الذي كان يخضع للعلاج النفسي نتيجة ديون تبلغ 70 ألف ليرة، وقدم شكوى من مستشفى عسكري، حيث أجبر على الخضوع لفحص.

### مخاوف من التستر المحتمل
في 3 أكتوبر 2007، أفادت محطة التلفزيون NTV أن ملف الشرطة الخاص بإيرهان تونسيل، المشتبه به الرئيسي في قضية القتل، قد تم إتلافه على أساس أن الملف كان «من أسرار الدولة» قبل أن تتاح للمحكمة فرصة رؤية وثيقة.
أعرب محامي عائلة دينك، إردال دوغان، عن قلقه من تدمير وفقدان الكثير من الأدلة التي قد تكشف عن العلاقات بين المشتبه بهم وأفراد قوات الأمن، بما في ذلك شريط من كاميرا أمنية خارج أحد البنوك بالقرب من مكاتب أغوس حيث قُتل دينك. قال دوغان إن رئيس مخابرات الشرطة، رمضان أكيوريك، شطب شهادة مشتبه فيه من 48 صفحة.
عندما حقق محامو عائلة دينك في تسجيلات الكاميرات الأمنية التي كانت تفحص الشارع حيث وقع الاغتيال، حددوا أربعة مشتبه بهم يتحدثون بهواتفهم المحمولة. بعد ذلك طلبوا سجلات عمليات مكالمات جي إس إم الخاصة بسلطات الاتصالات التركية بمنطقة شيشلي في وقت قريب من وقوع جريمة القتل والوقت الذي حددوا فيه استخدام الهاتف الخلوي من الكاميرات الأمنية. أفاد اثنان من مزودي جي إس إم الرئيسيين أنهما لا يملكان أي محطة جي إس إم أساسية في تلك المنطقة، وبالتالي لا يمكنهم تحديد أي شيء. ذكر مشغل جي إس إم الرئيسي الآخر في تركيا أنه لم تكن هناك مكالمة واحدة خلال الأوقات المبلغ عنها. صرح المحامون أنه يكاد يكون من المستحيل عدم وجود أي مكالمات خلال هذه الساعات أو عدم وجود أي محطة أساسية للشركات، لأن شيشلي هي واحدة من أكثر المناطق ازدحامًا في إسطنبول في تلك الأوقات. بالإضافة إلى ذلك، تُظهر تسجيلات كاميرات المراقبة أنه كان هناك اتصال جي إس إم بالفعل خلال تلك الأوقات.
في عام 2013، ذكر شاهد سري للمدعين العامين أن قوات الجيش والدرك متورطتان في مقتل دينك.
في 12 يناير 2015، صدرت مذكرات توقيف بحق ضابطي شرطة، مما جعلهما أول موظفين عموميين اعتقلوا في التحقيق.
في 12 مارس 2020 اغتيل الرقيب المتقاعد في المخابرات العامة عريف أتيش، وهو شاهد مزعوم في عملية الاغتيال، بينما كان يقود سيارته في بلدة دوزجة على يد مسلح من سيارة أخرى. تم اعتقال 3 من المشتبه بهم فيما بعد بتهمة اغتيال أتيش، إلا أن دوافعهم لا تزال مجهولة.

### جماعة كولن
منذ عام 2014، تم لفت انتباه الجمهور إلى دور جماعة كولن في الاغتيال. تم فصل أربعة مدعين عامين في المحاكمة من مناصبهم بسبب علاقاتهم مع الحركة، وفشلهم في إحراز تقدم في القضية. علاوة على ذلك، تم اتهام مفوضي الشرطة رمضان أكيورك وعلي فؤاد يلمازر بعدم مشاركة معرفتهم المسبقة بالهجوم مع المدعين العامين أو الدركيين أو أجهزة المخابرات رغم إطلاعهم على عملية اغتيال مخطط لها عدة مرات. في عام 2020، حُكم على رمضان أكيورك وعلي فؤاد يلمازر بالسجن 45 و7 سنوات ونصف على التوالي بسبب التسجيلات الصوتية غير القانونية لكبار المسؤولين الحكوميين.
قالت محكمة تركية أيضًا إن 18 من المشتبه بهم في القضية، من بينهم 13 مسؤولًا حكوميًا، كانوا يستخدمون تطبيق ByLock على هواتفهم، والذي تدعي الحكومة التركية أنه أداة الاتصال لأتباع جماعة كولن.

## ردود الأفعال
بعد انتشار أنباء اغتياله، جاءت الإدانات على الفور من جميع الأحزاب السياسية الرئيسية تقريبًا والمسؤولين الحكوميين والمنظمات غير الحكومية في تركيا، وكذلك من العديد من المراقبين الدوليين.

### تركيا

#### الإدانات

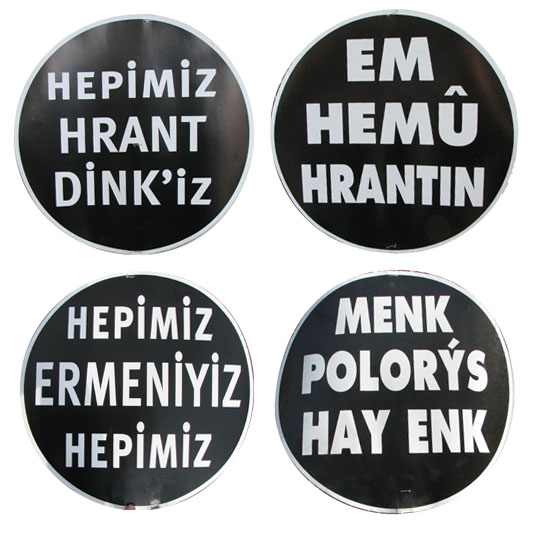
رفعت لافتات في جنازة دينك كتب عليها "كلنا هرانت دينك" و "كلنا أرمنيون" باللغات التركية والكردية والأرمنية. احتج حزب الحركة القومية التركي، وهو حزب سياسي تركي كبير ينتمي إلى أقصى اليمين، على هذه اللافتات لاحقًا.

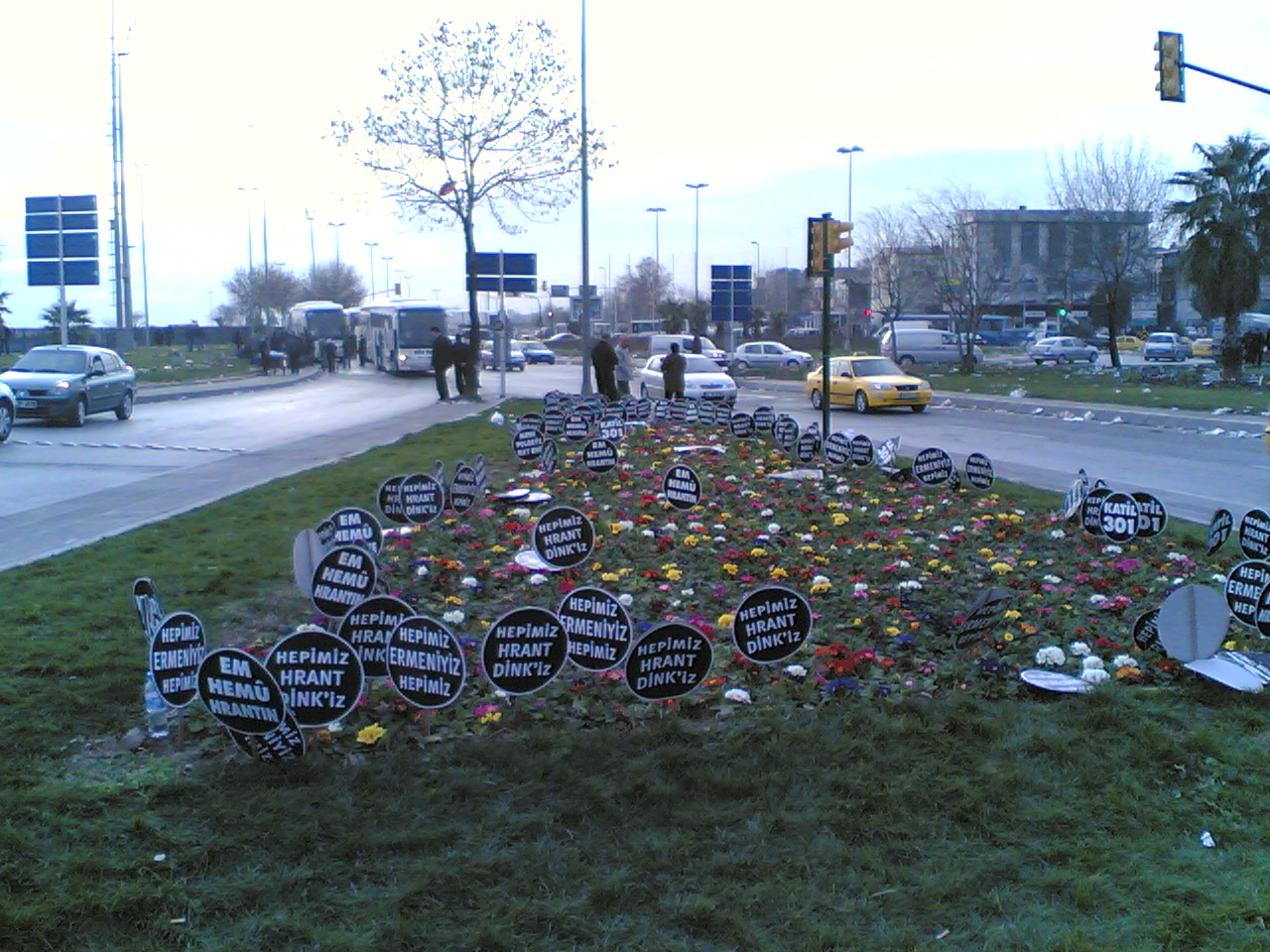
لافتات مزروعة في أحواض الزهور بعد الجنازة

- تظاهر مئات الآلاف من الأشخاص في إسطنبول من مكتب صحيفة أغوس إلى ميدان تقسيم احتجاجًا على الاغتيال. وبحسب بي بي سي، هتف المتظاهرون "كلنا أرمن، كلنا هرانت دينك.[44] سار الناس في مدن أخرى (بما في ذلك أنقرة وأنطاليا وبورصة وإزمير وتونجلي وطرابزون) كذلك للاحتجاج على الاغتيال. كما حملوا الدولة التركية مسؤولية الاغتيال وهتفوا "الدولة القاتلة ستحاسب".[45]
- عبرت العديد من المنافذ الصحفية عن غضبها من القتل. بعض العناوين: «القاتل خائن» (حريت)، «السيناريو الدامي نفسه» (إشارة إلى اغتيال صحفيين بارزين في الماضي) (أكسام)، «قتلت تركيا بالرصاص» (ملليت)، «لا شيء يمكن يضر تركيا أكثر من هذا»(وطن) و«قتلوا أخونا» (بيرجون). ألقت بعض الصحف اللوم على وسائل الإعلام المؤيدة لوجهات النظر القومية حول محاكمة هرانت دينك لتشويه السمعة التركية، لدرجة إعلانه أنه خائن. كان أحد هذه العناوين الرئيسية «كن فخورا بعملك» (راديكال)
- تضمنت الأعمدة في الصحف التركية الحروف الأرمينية: Ahparik ، Ahparik! [بالأرمينية وتعني «أخي، أخ!»] هادي أولوينجين في حريت، وتسيديسوتيون باريغاميس! [وداعا صديقي!] من قبل كان دوندار في ملييت.
- الرئيس أحمد نجدت سيزر: "أشعر بحزن عميق لاغتيال هرانت دينك أمام صحيفة أغوس. إنني أدين بشدة هذا العمل القبيح والمخزي.[46]
- رئيس الوزراء رجب طيب أردوغان: «الأيدي السوداء التي قتله سيعثر عليها وستعاقب».[46][47]
- أعلن البطريرك الأرمني التركي، ميسروب موتافيان، الحداد لمدة 15 يومًا على الجالية الأرمنية في تركيا.[12]
- رئيس الجمعية الوطنية الكبرى لتركيا بولنت أرينش[46]
- أدان رئيس الأركان العامة يسار بويوكانيت عملية الاغتيال.[48]
- البطريرك المسكوني للقسطنطينية، برثلماوس الأول: «نشعر بحزن عميق لاغتيال هرانت دينك، أحد الصحفيين البارزين في بلادنا».[49]
- سار أكثر من مائة ألف شخص في جنازة دينك للاحتجاج على اغتياله حاملين لافتات كتب عليها «كلنا أرمن» و«نحن هرانت دينك» باللغتين التركية والكردية والأرمنية. (انظر الجنازة أعلاه.) لاحقًا، احتج حزب الحركة القومية المتطرف على هذه اللافتات. لقد وصف زعيم حزب الحركة القومية اللافتات التي تقول «كلنا أرمن» بأنها «عرض غريب ينظمه أولئك الذين لا يشاركون في جنازات الشهداء». من ناحية أخرى، قال عضو مجلس الحزب في حزب الشعب الجمهوري المعارض، وهو عضو في الأممية الاشتراكية، «شعرنا بالخجل من كوننا أتراك. أنا تركي وأحتج على الاغتيال. ربما كان ينبغي أن نحمل لافتات تقول» كلنا بشر«بدلًا من «كلنا أرمن». اللافتات التي تقول» قاتل 301 «خاطئة أيضًا. طالما أننا لا نريد تشويه السمعة التركية، فلا يمكننا أن نسمي 301 قاتلًا».[50]
- قام الروائي التركي الحائز على جائزة نوبل أورخان باموق بزيارة عائلة دينك في إسطنبول في 21 يناير. وقال «بمعنى ما، نحن جميعًا مسؤولون عن وفاته». «لكن في طليعة هذه المسؤولية هم أولئك الذين ما زالوا يدافعون عن المادة 301 من قانون العقوبات التركي. أولئك الذين شنوا حملات ضده، وأولئك الذين صوروا شقيقنا هذا على أنه عدو لتركيا، وأولئك الذين صوروه كهدف، هم المسؤولون الأكبر في ذلك. وبعد ذلك، في النهاية، كلنا مسؤولون».[51]
- ومع إدانته لجريمة القتل، أشار الكاتب مراد برداقجي في جريدة صباح،[52] وعلى خطاه، سيدات لاشينير في افتتاحية في مجلة الأسبوعية التركية،[53] إلى أوجه التشابه مع مقتل طلعت باشا في برلين عام 1921 على يد قومي أرمني، ولفت الانتباه بشكل عام إلى عمليات قتل الأتراك ذات الدوافع السياسية على يد الأرمن.
- كما انتقد الكاتب تانر أكجام جريمة القتل وذكر أنها مشابهة لموت طلعت.[54]

#### الإجراءات اللاحقة
- أُقيل حسين يافوزدمير، محافظ طرابزون، ورشاد ألطاي، رئيس شرطة طرابزون من الخدمة، وأُرسل فريق تحقيق خاص من أنقرة إلى طرابزون للتحقيق في الوضع في المدينة.[55]
- تم اختطاف مركب معدية على كليبولي - لابسكي من قبل نهاد أكار (36 عامًا)، الذي احتج بشعار «كلنا أرمن». أعاد الخاطف العبارة إلى كليبولي حيث سُمح للركاب بالنزول. استسلم الخاطف، الذي كان يعمل في متجر صغير في كليبولي، بعد أن احتجز قبطان العبارة كرهينة لمدة ساعتين.[56]
- في اليوم السابع بعد مقتل هرانت دينك، نظمت فرقة رقص احتجاجًا أمام أغوس، حيث طلبوا من المارة الاستلقاء أمام أغوس في نفس وضع الصحفي المقتول، مع وجود صحيفة على أجسادهم.[57] شارك حوالي 50 شخصًا، مع هطول الأمطار الغزيرة. قال المنظمون إنهم طلبوا من الناس الاستلقاء على الرصيف لمدة عشر دقائق والموت بشكل رمزي من أجل إعادة الميلاد.
- طَبعتْ أغوس، التي كان توزيعها الطبيعي حوالي 6000، عدد 30 ألف نسخة، وزعت على الصعيد الوطني، وكانت تستعد لإعادة طباعة عددها الأول منذ مقتل رئيس تحريرها. شاركت مجموعة من المثقفين والصحفيين في بيع أغوس في شوارع إسطنبول.[58]
- أعلن وزير الخارجية التركي، عبد الله غل، في دافوس في 28 يناير أن تغيير المادة 301 كان وشيكًا لأنه يعيق عملية الإصلاح في تركيا.[59]
- في 1 فبراير 2007، بثت القناة التلفزيونية التركية الخاصة TGRT، التي اشتراها روبرت مردوخ، مقطع فيديو لرجل متهم بإطلاق النار على هرانت دينك وهو يقف بفخر خلف العلم التركي، ويحيط به ضباط شرطة من الشرطة العسكرية والأمنية، ويُزعم أنه تم تصويره في مكتب شرطة سامسون حيث اقتيد بعد اعتقاله. تسبب الفيديو في صدمة وفزع حيث حذر المعلقون من أنه علامة أخرى على تنامي قوة القومية التركية، حيث كانت تستعد الأمة للانتخابات البرلمانية والرئاسية في وقت لاحق من ذلك العام. قال عصمت بركان، رئيس تحرير صحيفة راديكال الليبرالية، إن نشر الفيديو كان أقرب إلى قتل دينك للمرة الثانية. كما زعم أنه قد ثبت «أن القاتل ورفاقه ليسوا وحدهم وأن أنصارهم ... قد اخترقوا كل قطاعات الدولة». قال متحدث باسم الشرطة إن التحقيق في مقطع الفيديو وتسريبه جار.[60] لقد انتشرت شائعات عن وجود مثل هذه اللقطات منذ أيام، لكن تم نفيها رسميًا. وفي عمل انتقامي واضح على إذاعة اللقطات، ألغت هيئة الأركان التركية اعتماد قناة TGRT روبرت مردوخ، وهو أمر ضروري لحضور الأحداث الصحفية في مقر الأركان. استقال المدير العام لـTGRT مراد أكجراي والمدير المسؤول عن البث بهاتين أباك.[61]
- في 4 فبراير 2007، تظاهر مائة من القوميين الأتراك التابعين لجمعية النضال الوطني في شارع الاستقلال في إسطنبول.[62] اعتبرت المظاهرة رد فعل على الأشخاص الذين حضروا مراسم جنازة هرانت دينك، الذين حمل العديد منهم لافتات كتب عليها «كلنا أرمن»، «كلنا هرانت دينك». سار المتظاهرون حاملين الأعلام التركية وصور مصطفى كمال أتاتورك وحملوا لافتات كتب عليها «كلنا مصطفى كمال. كلنا أتراك». وكان من بين المتظاهرين أطفال ملفوفون بالأعلام التركية مرددين شعارات قومية.[62]

### أرمينيا والشتات الأرمني

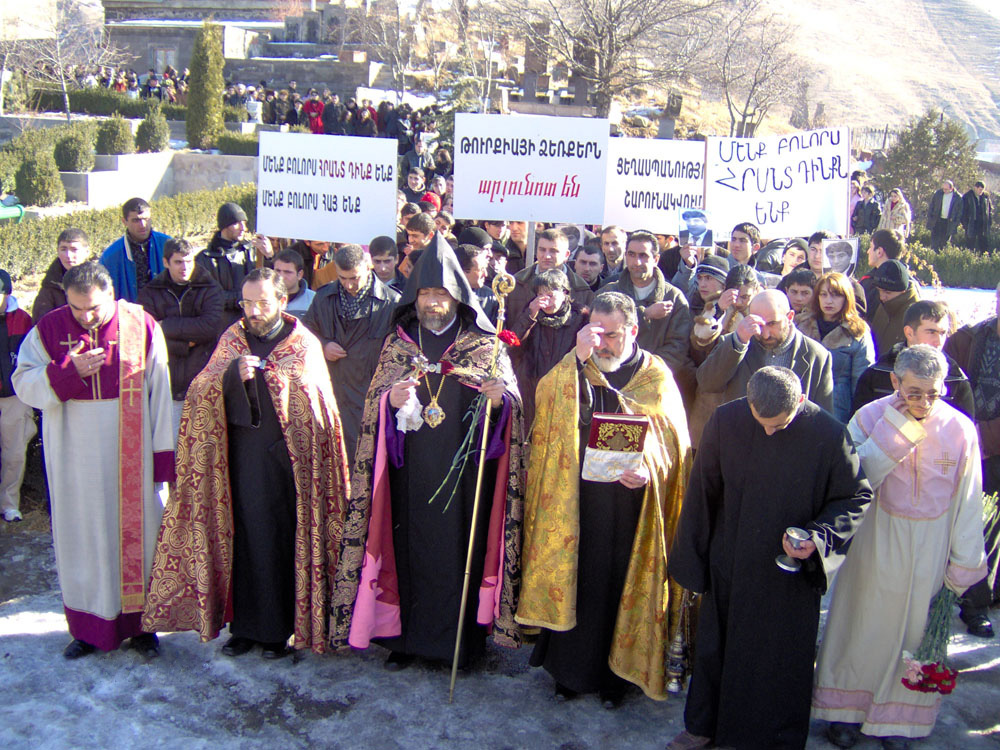
مظاهرة لهرانت دينك في وانادزور خلال صلاة إحياءه بقيادة المطران سيبوه تشولدجيان.

- الرئيس الأرمني السابق روبرت كوتشاريان: «مقتل هذا الصحفي الأرميني المعروف في تركيا يثير تساؤلات عديدة ويستحق أشد الإدانة. نأمل أن تبذل السلطات التركية كل ما في وسعها للعثور على الجاني ومعاقبته بصرامة وفق القانون.»[63]
- قال وزير الخارجية الأسبق فاردان أوسكانيان: «نشعر بصدمة شديدة من أنباء اغتيال الصحفي الأرمني التركي هرانت دينك، وهو رجل عاش حياته إيمانًا بإمكانية التفاهم والحوار والسلام بين الشعوب. إننا ندين هذا العمل بشكل قاطع، بغض النظر عن الظروف، وندعو السلطات التركية فعلًا إلى بذل كل ما في وسعها لتحديد هوية المسؤولين».[63]
- أقامت الكنائس الإنجيلية الأرمينية في جميع أنحاء العالم خدمة خاصة لإحياء الذكرى.[64]
- كانت هناك مظاهرات في كل المدن الأرمينية في أعقاب الاغتيال (من بينها يريفان). خلال مظاهرة في وانادزور، تعهد السكان بمواصلة عمل دينك.[65] كما كانت هناك مظاهرات في الشتات الأرمني.
- حزب الاتحاد الثوري الأرمني السياسي في أرمينيا: «هذا القتل يثبت مرة أخرى جو التعصب في تركيا حتى ضد حماية مصالح الدولة».[66]
- الجمعية الأرمينية الأمريكية: «لا يزال المجلس [الأرمني] [...] منزعجًا للغاية من رفض أنقرة الاستجابة للدعوات الدولية لإلغاء المادة 301 من قانون العقوبات التركي، التي تخنق حرية التعبير وتجرم المناقشة العامة للإبادة الجماعية للأرمن. لقد مثُل هرانت دينك نفسه للمحاكمة عدة مرات بسبب تعليقاته العلنية على الإبادة الجماعية وأدين في أكتوبر 2006 بتهمة» إهانة الهوية التركية«بموجب القانون الذي انتقد بشدة. كما قد حكم عليه بالسجن مع وقف التنفيذ لمدة ستة أشهر وكان من المقرر أن يمثل أمام المحكمة مرة أخرى مارس 2007 لأنه قال لصحفي أجنبي أن أحداث عام 1915 تشكل جريمة إبادة جماعية».[67]

### دولية

#### دول
- الاتحاد الأوروبي: قال مفوض التوسيع في الاتحاد الأوروبي أولي رين في بيان: «إنني أشعر بالصدمة والحزن جراء هذا العمل الوحشي العنيف. كان هرانت دينك مفكرًا محترمًا دافع عن آرائه باقتناع وساهم في نقاش عام مفتوح. كما كان مناضلًا من أجل حرية التعبير في تركيا».[46]

وقال نائب رئيس لجنة باروسو جونتر فيرهوجن في تصريح للصحفيين خلال زيارته لبورصة التركية: «إنني أدين بشدة هذا العمل. أهنئ الحكومة التركية على سلوكها في هذا الموضوع. لأنني أعتقد أن كل هذه الأعمال السيئة الموجهة ضد تركيا ستفشل في النهاية. وأعتقد بصدق أن تركيا ستفعل كل ما هو ضروري لتسليط الضوء على هذه القضية».

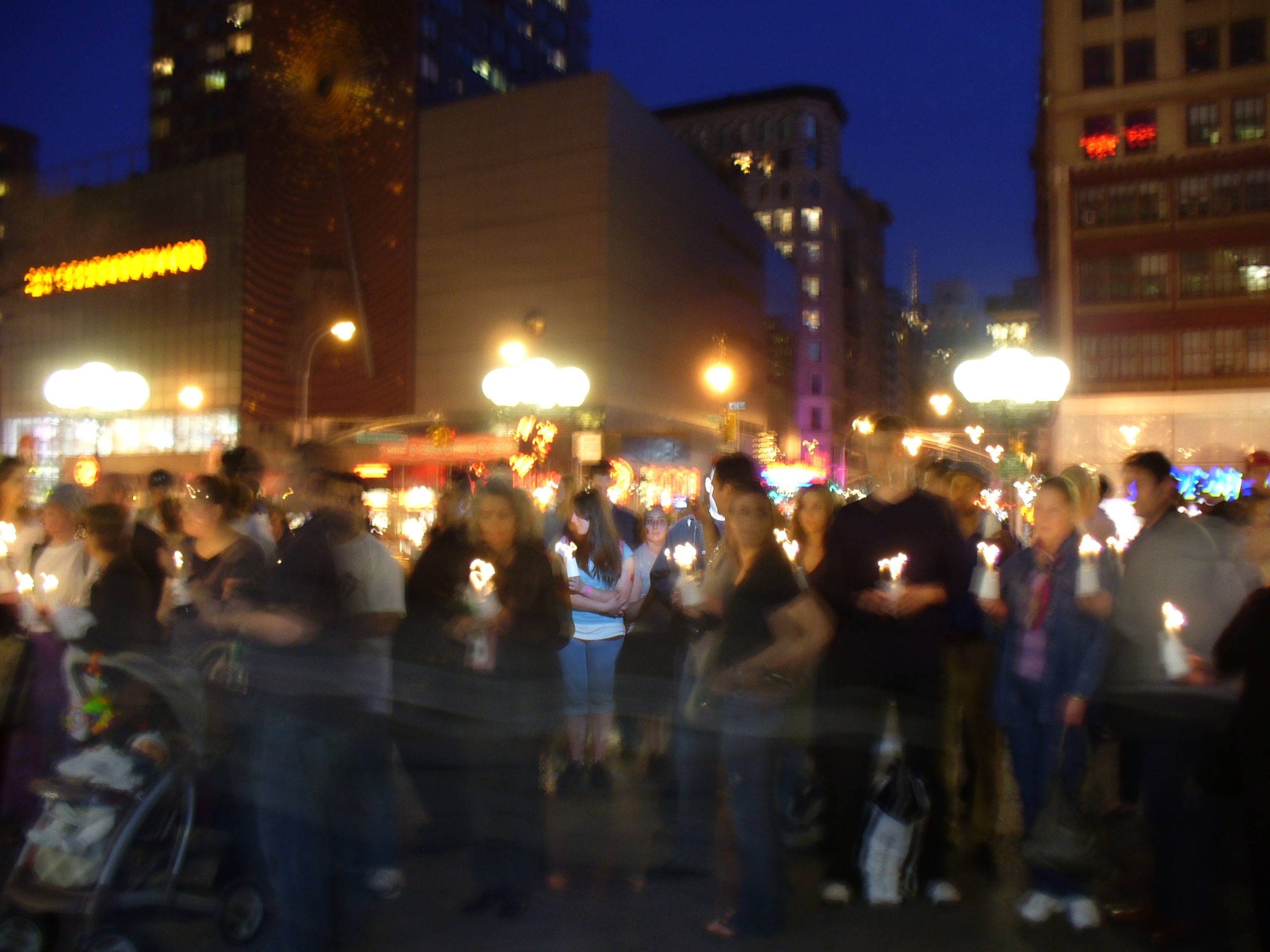
كاندل ليت فيجيل في ميدان الاتحاد بنيويورك

- الولايات المتحدة: كما قدمت سفارة الولايات المتحدة في أنقرة تعازيها لأسرة دينك، قائلة «إننا نشعر بالصدمة والانزعاج الشديد لسماع مقتل هرانت دينك في هجوم مسلح اليوم في إسطنبول».[69]
- فرنسا: بعث الرئيس الفرنسي جاك شيراك برسالة إلى أرملة دينك قال فيها: «لا أستطيع أن أعبر لك عن إدانتي بما فيه الكفاية لهذا العمل البغيض الذي يحرم تركيا من أحد أكثر أصواتها شجاعة وحرية».[70]
- ألمانيا: أدانت ألمانيا، بصفتها رئيسة الاتحاد الأوروبي لعام 2007، جريمة القتل في بيانها الرسمي. كما أضاف البيان أن «رئاسة الجمهورية فزعت من هذا القتل البغيض وتود أن تعرب عن أعمق تعاطفها لأسرة الضحية وأصدقائها». جاء في البيان أن «الرئاسة مقتنعة بأن السلطات التركية ستحل هذه القضية في أسرع وقت ممكن وليس لديها أدنى شك في أن تركيا ستواصل بثبات السير على الطريق نحو التحقيق الكامل لحرية التعبير».[71]
- إيطاليا: أدان رئيس الوزراء رومانو برودي مقتل هرانت دينك في إسطنبول عندما التقى بنظيره التركي يوم الاثنين 22 يناير. وقال برودي في مقابلة مع صحيفة صباح التركية «إنها حلقة خطيرة للغاية وآمل أن يتم إلقاء الضوء عليها بشكل كامل».[72]

#### هيئات حقوق الإنسان
- منظمة العفو الدولية في الولايات المتحدة الأمريكية: «هذا الاغتيال المروع يسكت أحد أشجع المدافعين عن حقوق الإنسان في تركيا. [...] يجب حماية النقاش المشروع حول الأفكار. يجب على الحكومة التركية مضاعفة جهودها لحماية المدافعين عن حقوق الإنسان وفتح مناخها السياسي لمجموعة واسعة من وجهات النظر. أدت الإصلاحات القانونية الأخيرة إلى جعل العديد من مجالات القانون التركي متماشية مع المعايير الدولية لحقوق الإنسان، لكن القيود الحالية على حرية التعبير مثل المادة 301 يجب إلغاؤها».[73]
- منظمة العفو الدولية (المملكة المتحدة): «تدعو منظمة العفو الدولية السلطات التركية إلى إدانة جميع أشكال التعصب، ودعم حقوق جميع مواطني الجمهورية التركية، والتحقيق في مقتل هرانت دينك بشكل شامل ونزيه، للوصول إلى نتائج تحقيق علني - وتقديم الجناة المشتبه بهم إلى العدالة وفقًا للمعايير الدولية للمحاكمة العادلة».[74]
- هيومن رايتس ووتش: قالت هولي كارتنر مديرة قسم أوروبا وآسيا الوسطى في هيومن رايتس ووتش: "نشعر بحزن عميق لمقتل هرانت دينك. و"إن مقتل دينك يحرم تركيا من صوت ضمير مهم حول ضرورة أن تتصالح تركيا مع ماضيها".[75]
- المادة 19: قالت الدكتورة أنييس كالامار، المدير التنفيذي للمادة 19: «يجب على السلطات التركية أيضًا أن تلقي نظرة فاحصة على دورها الخاص: فشلها في إلغاء المادة 301 من قانون العقوبات التركي، والاستمرار في استخدام هذه الأحكام وغيرها لمقاضاة الكتاب والصحفيين وغيرهم ممن يجرؤون على التحدث حول المواضيع المحظورة، وانتقاد السلطات العلني لهذه الأصوات: كل ذلك يساهم في خلق بيئة تضفي الشرعية على الهجمات على حرية التعبير، بما في ذلك الهجمات ذات الطبيعة الأكثر عنفًا وفتكًا».[76]

#### المنظمات الصحفية
- مراسلون بلا حدود: قالت منظمة حرية الصحافة إن «جريمة القتل هذه ستزعج وتزعج كل من يدافع عن حرية الفكر والتعبير في تركيا وفي أماكن أخرى». و«يجب على الحكومة التركية أن تزن الخطورة القصوى لهذه الجريمة وأن تضمن إجراء تحقيق شامل لتحديد المسؤولين في أسرع وقت ممكن».[77]
- الاتحاد الدولي للصحفيين: قال إيدان وايت، الأمين العام للاتحاد الدولي للصحفيين: «هذا الرجل كان هدفًا للانتهاكات والتهديدات منذ أن تجرأ على إبداء رأي يتحدى عقيدة راسخة». و«من المخزي أن يبدو أنه أصبح ضحية لثقافة التعصب التي لا تزال متجذرة بعمق في أجزاء من المجتمع».[78]
- المعهد الدولي للصحافة: قال يوهان ب. فريتز، مدير المعهد الدولي للصحافة: «هذا حدث مروع لحرية الصحافة التركية. إنه يرسل إشارة حتمية إلى جميع وسائل الإعلام التركية مفادها أنه إذا ناقشت مذبحة الأرمن بنفس شروط دينك، فإنك تواجه ليس فقط مضايقات مستمرة من السلطات، وأنما احتمال اغتيال. [...] أعتقد أن الوقت قد حان الآن لكي تدرك الحكومة أن مثل هذه القوانين لا مكان لها في مجتمع حديث. آمل أيضًا، بعد مقتل دينك، أن يكون هناك نقاش مفتوح حول هذه القضايا يؤدي إلى اتفاق من قبل جميع الأطراف لإحالة مثل هذه القوانين إلى التاريخ التركي».[79]
- لجنة حماية الصحفيين: قال جويل سيمون، المدير التنفيذي للجنة حماية الصحفيين: «سعى هرانت دينك من خلال صحافته إلى تسليط الضوء على ماضي تركيا المضطرب وصنع مستقبل أفضل للأتراك والأرمن. لقد أكسبه ذلك العديد من الأعداء، لكنه تعهد بمواصلة الكتابة رغم تلقيه العديد من التهديدات». و«لقد أسكت قاتل ما الآن أحدد أصوات تركيا الأكثر شجاعة. نشعر بصدمة وحزن عميقين لهذه الجريمة، ونرسل أعمق تعازينا لأسرة هرانت دينك وزملائه وأصدقائه».[1]
- المركز الأمريكي PEN: قال لاري سيمز، مدير حرية الكتابة والبرامج الدولية في المركز الأمريكي PEN: «نشعر بالرعب». و«كان هرانت دينك أحد أبطال الحركة اللاعنفية من أجل حرية التعبير في تركيا - وهي حركة مارس فيها الكتاب والمحررين والناشرين العصيان المدني من خلال تحدي القوانين التي تراقب أو تقمع الحقائق المهمة في ذلك البلد. حركاتهم هي واحدة من أهم حركات حقوق الإنسان في عصرنا. يمكن لمواطني هرانت دينك المساعدة في ترسيخ بعض المكاسب التي ساعد في تحقيقها لهم من خلال إرسال رسالة قوية وموحدة مفادها أنه يجب تقديم المسؤولين عن مقتله إلى العدالة».[80]

## المحاكمة
بدأت محاكمة دينك في إسطنبول في 2 يوليو 2007. وقد اتُهم 18 شخصًا في المحكمة الجنائية رقم 14 في إسطنبول فيما يتعلق باغتيال الصحفي. نظرًا لأن المشتبه به الرئيسي، أوغون ساماست، كان أصغر من 18 عامًا، لم تكن الجلسة علنية. وبحسب ما ورد، كرر المتهمان ياسين هايال وإرهان تونسيل شهادتهما أمام قوات الأمن والمدعي العام. قررت المحكمة الإفراج عن المتهمين عثمان ألطاي، وعرفان أوزكان، وصالح هاجزالي أوغلو، وفيسيل توبراك، لمحاكمتهم دون حبس احتياطي، وتأجيل الجلسة إلى 1 أكتوبر.
طالبت لائحة الاتهام بالسجن المؤبد المشدد لكل من إرهان تونسيل وياسين هايال بتهمة «التحريض على قتل هرانت دينك». منذ أن قضى القاتل المزعوم، أوغون ساماست، الذي كان يقل عن 18 عامًا وقت القتل، عقوبة بالسجن تتراوح بين 18 و24 عامًا. اتُهم شقيق ياسين هايال بأنه شريك في الجريمة ويقضي عقوبة تتراوح بين 22.5 سنة و35 سنة سجن. ووجهت إلى المتهمين الآخرين تهمة «أعضاء أو مؤيدي منظمة إرهابية».
في يناير 2009، عقدت الجلسة الثامنة. وحضر الجلسة سبعة من المتهمين الثمانية المعتقلين. وفي النهاية تم إطلاق سراح ثلاثة متهمين وتأجيل الجلسة إلى 20 أبريل 2009 وبحسب منظمة هيومن رايتس ووتش، فإن محاكمة دينك في جريمة قتل «اختبار حاسم لاستقلالية القضاء التركي».

## حكم المحاكم
في 25 يوليو 2011، أدين أوغون ساماست بالقتل وحيازة سلاح ناري بشكل غير قانوني من قبل المحكمة الجنائية للأحداث الثقيلة في إسطنبول. حُكم عليه بالسجن لمدة 22 عامًا و10 أشهر، والتي تم تخفيفها من عقوبة السجن مدى الحياة بموجب قانون الأحداث التركي. وبعد أن قضى ثلثي المبلغ، سيكون ساماست مؤهلاً للإفراج المشروط في عام 2021 أو 2022.
في 16 يناير 2012، توصلت محكمة إسطنبول 14 للجنايات الثقيلة إلى حكم مع المتهمين الباقين. قضت المحكمة بعدم وجود مؤامرة وراء الاغتيال، وقالت إن الاغتيال كان قتلًا عاديًا. أدين ياسين هايال بجريمة قتل وحكم عليه بالسجن المؤبد. استأنف محامو هايال الحكم، حيث تم إلغاؤه فيما بعد حين تم حل محاكم السلطة الخاصة التي كانت نشطة سابقًا في المحاكمة بموجب قانون جديد دخل حيز التنفيذ في مارس 2014. حُكم على حيال بالسجن 7 سنوات و6 أشهر في يوليو 2019. كما أدين رجلان آخران بمساعدته وحُكم على كل منهما بالسجن 12 عامًا وستة أشهر. أدين إرهان تونسيل بقتل دينك، ولكن أدين في تفجير ماكدونالدز في طرابزون. لقد حُكم عليه بالسجن 10 سنوات و6 أشهر بسبب التفجير، وتم الإفراج عنه بسبب 5 سنوات ونصف. تم تبرئة جميع المشتبه بهم الباقين في القضية.
بعد حوالي أربعة عشر عامًا من الإجراءات القضائية، قرأت المحكمة في إسطنبول حكمًا في 26 مارس 2021. حُكم على 26 متهمًا بسبب تورطهم في بيئة الاغتيال. إما لإتلاف وثيقة رسمية أو تزويرها، أو الانتماء إلى منظمة إرهابية مسلحة، أو القتل عن طريق استخدام شخص آخر، أو القتل العمد مع إهمال من بين جرائم أخرى. لقد كان العديد من المحكوم عليهم ضباط من مخابرات الشرطة التركية ووزارة الداخلية التركية، حيث حُكم على أربعة منهم بالسجن المؤبد بينما حكم على اثنين بالسجن المؤبد المشدد. ومن بين جميع الذين حوكموا في المحاكمة، ثبت أن 37 منهم غير مذنبين.

### إجراءات المحكمة الأوروبية لحقوق الإنسان
في سبتمبر 2010، وجدت المحكمة الأوروبية لحقوق الإنسان أن السلطات التركية انتهكت حق دينك في الحياة (المادة 2 من الاتفاقية الأوروبية لحقوق الإنسان) من خلال عدم التصرف لمنع القتل وعدم معاقبة الشرطة على التقاعس.

### أكاديمية
- Nedim Şener (2009) Dink Cinayeti ve İstihbarat Yalanları (The Dink Murder and The Lies of the Intelligence)
- Nedim Şener (2011) Kırmızı Cuma (Red Friday)
- Türkmen-Dervişoğlu، Gülay (2013). "Coming to terms with a difficult past: the trauma of the assassination of Hrant Dink and its repercussions on Turkish national identity: Coming to terms with a difficult past". Nations and Nationalism. ج. 19 ع. 4: 674–692. DOI:10.1111/nana.12040.

### إعلامية
- 3 Most Responsible for Hrand Dink's Murder Sentenced; Erhan Tuncel, mastermind of Hrant Dink's Murder, Sentenced to 99 1/2 years in prison
- 14 Years After Assassination Leads to Life Imprisonment and Many Other Sentences
- Gökçer Tahincioğlu, 60 soruda Hrant Dink cinayeti dosyası: 15 yıllık adalet mücadelesi hâlâ sonuç vermedi, T24, January 19, 2022. (in Turkish)